# Jan Brzák-Felix
Jan Brzák-Felix (Praga, 6 de abril de 1912 – Praga, 15 de julho de 1988) foi um velocista checo na modalidade de canoagem.
Foi vencedor da medalha de Ouro em C-2 1000 m em Berlim 1936 junto com o seu companheiro de equipe Vladimír Syrovátka.